# Tryphon californicus
Tryphon californicus là một loài tò vò trong họ Ichneumonidae.